# سلالة راشتراكوتا
كانت سلالة راشتراكوتا (بالإنجليزية: Rashtrakuta dynasty)‏ سلالة ملكية حكمت أجزاء كبيرة من شبه القارة الهندية بين القرنين السادس والعاشر. يعود أقدم تدوين معروف لاسم راشتراكوتا إلى لوح نحاسي من القرن السابع يورد بالتفصيل حكمهم لمانابورا، مدينة في وسط الهند أو غربها. من عشائر الراشتراكوتا الحاكمة الأخرى المذكورة في نقوش الفترة نفسها ملوك آكالابور (إليكبور الحالية في ماهاراشترا) وحكام قنوج. هناك عدة أوجه جدل فيما يخص أصول أفراد الراشتراكوتا الأوائل أولاء، وموطنهم الأصلي ولغتهم.
كانت عشيرة إليكبور تابعة لفرع بادامي من سلالة تشالوكيا، وخلال حكم دانتيدورغا، أطاحت بكيرتيفارمان الثاني من سلالة تشالوكيا ومضت إلى تأسيس إمبراطورية في إقليم غولبارغا في كارناتاكا المعاصرة وجعلتها مركزًا لها. ذاع صيت العشيرة باعتبارهم راشتراكوتيو مانياكيتا، وتسلمو زمام الحكم في جنوب الهند عام 753 م. في الوقت نفسه، كانت سلالة بالا البنغالية وسلالة باراثيهارا المالوايية يشحذان قوتيهما في شرق وشمال غرب الهند على التوالي. وصف نص عربي اسمه سلسلة التواريخ (851) آل راشتراكوتا على أنهم واحدة من أهم أربع إمبراطوريات في العالم. 
شهدت هذه الفترة الواقعة بين القرنين الثامن والعاشر صراعًا ثلاثيًا على موارد سهول الغانج الغنيّة، وضمت كل واحدة من هذه الإمبراطوريات الثلاث مركز السلطة في قنوج لفترات قصيرة من الزمن. حكم راشتراكوتيو مانياكيتا في أوج سطوتهم إمبراطورية واسعة امتدت من نهر الغانج ويامونا إلى نهر دواب في الشمال وكانياكوماري في الجنوب، كان عصرًا مثمرًا من نواحي التوسع السياسي، والإنجازات المعمارية والإسهامات الأدبية الشهيرة. تأثر ملوك هذه السلالة الأوائل بالهندوسية، وملوكها اللاحقون بالجاينية.
قدم الرياضيون والباحثون الجاينيون أعمالًا مهمة باللغتين الكنادية والسنسكريتية في عهدهم. ألف أموغافارشا الأول، الملك الأشهر في سلالتهم، كافيراجماراغا، وهو عمل أدبي يمثل مرجعًا تاريخيًا باللغة الكنادية. يُعد النمط الدرافيدي علامة بارزة في الهندسة المعمارية وقتها، وُيرى أحسن مثال عليه في معبد كيلاساناث في إيلورا الواقعة في ماهاراشترا الحالية. من الإسهامات الأخرى المهمة معبد كاشيفيشفاناثا ومعهد نارايانا الجايني في باتاداكال الواقعة في كارناتاكا المعاصرة، المصنف كلاهما موقع تراث عالمي وفق يونسكو.

## تاريخها
إن أصول سلالة راشتراكوتا موضوع جدليّ في التاريخ الهندي. تعود هذه المسائل إلى أصول أسلاف راشتراكوتا الأوائل الذين عاشوا في عهد الإمبراطور آشوكا في القرن الثاني ق.م، والصلات بين سلالات راشتراكوتا المتعددة التي حكمت مملكات صغيرة في شمال ووسط الهند وهضبة الدكن بين القرنين السادس والسابع. إن العلاقة بين سلالات راشتراكوتا القروسطية هذه وآخر سلالاتهم راشتراكوتيو مانياكيتا (مالكيد الحالية في مقاطعة غولبارغا، الواقعة في ولاية كارناتاكا)، الذين حكموا بين القرنين الثامن والعاشر موضع جدل أيضًا.
تشمل مصادر تاريخ سلالة راشتراكوتا نقوشًا قروسطية، وأدبًا عتيقًا مكتوبًا بلغة بالي، وأدبًا معاصرًا له باللغة السنسكريتية والكنادية وملاحظات رحالة عرب. اقتُرحت نظريات حول النسب السلالي (السلالة الشمسية والنسب الشمسي والسلالة القمرية والنسب القمري)، والمنطقة الأم وموطن الأجداد، بناءً على معلومات مستقاة من النقوش، والشعارات الملكية، وأسماء العشائر القديمة مثل «راشتريكا»، والنعوت (راتا، راشتراكوتا، لاتالورا بورافاراديسوارا)، وأسماء أمراء وأميرات السلالة، والأدلة من القطع الأثرية مثل العملات المعدنية. يتجادل الباحثون حول أي من المجموعات العرقية أو اللسانية يمكنها ادعاء انتماء راشتراكوتا الأوائل إليها. تضم الاحتمالات المجموعات العرقية الشمالية الغربية الهندية، والكنادا، والريدي، والماراثا، أو قبائل من منطقة بنجاب.
يُجمع الباحثون مع ذلك على أن حكام السلالة الإمبراطورية في الفترة ما بين القرنين الثامن والعاشر جعلوا اللغة الكنادية بأهمية اللغة السنسكريتية. نقوشات راشتراكوتا مكتوبة بكلتا اللغتين الكنادية والسنسكريتية (يزعم المؤرخان شيلدون بولوك وجان هوبين أن معظمها بالكنادية)، وشجع الحكام الأدب باللغتين كلتاهما. يعود الفضل بأقدم الكتابات الأدبية الموجودة باللغة الكنادية إلى قصائد بلاطهم وملوكهم. رغم أن هؤلاء الراشتراكوتيين كانوا كناديين، لكنهم كانوا عالمين بلغة الدكن الشمالية أيضًا.
اشتمل لب الإمبراطورية الراشتراكوتية تقريبًا على كامل كارناتاكا، وماهاراشتا وأجزاء من أندرا براديش، وهي منطقة حكمها آل راشتراكوتا لأكثر من قرنين. يثبت لوح سامانغاد النحاسي (753) أن الملك الإقطاعي دانتيدورغا، الذي يرجح أنه حكم آكالابورا في بيرار (إليكبور الحالية في ماهاراشترا)، هزم جيش كارناتيك العظيم (بإشارة إلى جيش فرع بادامي من سلالة تشالوكيا) الذي كان يقوده الملك كيرتيفارمان الثاني البادامي عام 753 وسيطر على المناطق الشمالية من إمبراطورية تشالوكيا. ساعد بعدها حماهُ نانديفارمان ملك سلالة بالافا على استعادة كانشي من التشالوكيا وهزم الغورجارا المالاوايين، وحكام كالينغا وكوسالا وسريسيلام.
بسط الملك كريشنا الأول خلفُ دانتيدورغا سلطانه على أجزاء كبيرة من كارناتاكا وكونكان الحاليتين. توسعت المملكة في عهد دروفا دارافارشا الذي تسلم الحكم عام 780 لتصبح إمبراطورية تشمل كل المنطقة الواقعة بين نهر كافيري ووسط الهند. قاد بعثات ناجحة إلى قنوج، معقل السلطة في شمال الهند حيث هزم قوات سلالتي غوراجا براتيهارا والبالويين البنغاليين، ما أكسبه شهرة وغنيمة واسعة لكن دون المزيد من الأراضي. وسع سلطته أيضًا لتشمل شرق تشالوكيا والغانج في تالاكاد. وفقًا لألتيكر وسين، أصبح للراشتراكوتا سلطة على عموم الهند في عهده.

### توسعها
أذن ارتقاء ابن دروفا دارافارشا الثالث، غوفيندا الثالث، إلى العرش بعصر من نجاح لم يسبق له مثيل. هناك التباس حول موقع عاصمة راشتراكوتا الأولى في هذه المرحلة. خلال حكمه، كان هناك صراع ثلاثي الأطراف بين الراشتراكوتا، والبالا، والبراتيهارا للسيطرة على سهول الغانج. في وصف انتصاراته على ناغاباتا الثاني إمبراطور براتيهارا ودارمابالا إمبراطور بالا، ينص نقش سانجان على أن خيول غوفيندا الثالث شربت من مياه جداول الهيمالايا المثلجة وارتشفت فيلته الحربية من مياه الغانج المقدس. قورنت مآثره العسكرية بمآثر الإسكندر الأكبر وأرجونا بطل المهاباهارتا. بعد أن غزا قنوج، اتجه جنوبًا وأحكم سيطرته على غوجارات، وكوسالا (كاوشال)، وغانغافادي، وأذلّ سلالة بالافا في كانشي، ونصب حاكمًا اختاره في فينجي وتلقى تمثالين كبادرة خضوع من ملك سريلانكا (واحد للملك وواحد لوزيره). دفع كل من سلالة تشولا وبالباندائيين وكونغو تشيرا في كارور إتاوة له. كما يصف أحد المؤرخين الحادثة: سُمعت طبول الدكن من كهوف الهيمالايا إلى شواطئ ساحل مليبار. وانبسطت إمبراطورية راشتراكوتا على المنطقة بين كنياكماري إلى قنوج ومن فارناسي إلى بهروش.
جعل خلف غوفيندا الثالث، أموغافارشا الأول، من مانياكيتا عاصمته وحكم إمبراطورية ضخمة. بقيت مانياكيتا عاصمة الراشتراكوتيين الملكيّة حتى نهاية الإمبراطورية. تُوج ملكًا عام 814، لكنه لم يُخمد ثورات الإقطاعيين ورجال الدين حتى عام 821. عقد أموغافارشا الأول صلحًا مع سلالة غانغا الغربية بتزويج ابنتيه لشابين منهم، ثم دحر الغزاة التشالوكيين الشرقيين في فينغافالي واتخذ لقب فيرانارايانا. لم يكن حكمه حربيًا مثل حكم غوفيندا الثالث إذ أنه فضل الحفاظ على علاقات ودية مع جيرانه، الغانغا والتشالوكيين الشرقيين والبالافا الذين أقام معهم علاقات زواج. كان عصره داعمًا للفنون والأدب والدين. انتشر اعتباره أشهر أباطرة راشتراكوتا على نحو واسع، كان أموغافارشا الأول باحثًا متفوقًا في اللغتين الكنادية والسنسكريتية. يُعتبر مؤلَفه كافيراجامارغا مرجعًا تاريخيًا مهمًا في دراسة الشعر الكنادي وبراشنوتارا راتناماليكا بالسنسكريتية مؤلفًا عالي الجدارة تُرجم لاحقًا إلى اللغة التبتية. بسبب طبعه المتدين، واهتمامه بالفنون والأدب وطبيعته المحبة للسلام، قورن بالإمبراطور أشوكا وسُمي «أشوكا الجنوب». 